# Jay R. Vargas
Jay R. Vargas (Winslow, 29 de julio de 1938) es un coronel retirado del Cuerpo de Marines de los Estados Unidos que sirvió en la Guerra de Vietnam. Recibió la Medalla de Honor en 1968. 
Vargas es uno de cuatro hermanos que han servido en combate en las Fuerzas Armadas de los Estados Unidos en tiempo de guerra: Segunda Guerra Mundial, Guerra de Corea y Guerra de Vietnam. 

## Educación
Vargas asistió a la escuela secundaria en Winslow, Arizona, donde nació. Se graduó en la Universidad del Norte de Arizona en 1962 con una licenciatura en Educación y completó una maestría en artes con «honores» en la Universidad Internacional Alliant de San Diego, California.

## Carrera militar
Después de completar la Escuela Básica en el Base del Cuerpo de Marines de Quantico, Virginia, en junio de 1963, Vargas fue asignado al 1.º Batallón del 5.º Regimiento de la 1.ª División de Marines. También se graduó en la Escuela de Guerra Anfibia y en la Escuela de Comando y de Estado Mayor en Quantico, Virginia, y en la Escuela Nacional de Guerra, en Washington, D. C.
Vargas sirvió como Comandante de Pelotón de Armas y Fusiles; Director Ejecutivo de la Compañía de Rifles; tres veces como Comandante de la Compañía de Fusileros (dos de esas veces en combate); Oficial de Operaciones S-3; Instructor de la Escuela de Planificación de Personal, LFTCPAC; Comandante de la Compañía del Cuartel General, 3.ª División de Marines; Comandante y Oficial Ejecutivo del 3.º Batallón de Reconocimiento de la 3.ª División de Marines; Comandante del 7.º Regimiento de Marines en Camp Pendleton, California, 1.ª División de Marines; Ayudante de Campo del Subcomandante General de la Flota de la Fuerza de Marina del Pacífico; Instructor de Oficiales de Marines, Unidad NROTC, Universidad de Nuevo México; Jefe de la Subdivisión de Operaciones, Cuartel General del Cuerpo de Marines, Washington D. C.; y como Subjefe de Estado Mayor, G-4, 1.ª Fuerza Anfibia de Marines. 
Por sus acciones en la batalla de Dai Do, República de Vietnam, en 1968 y con el rango de capitán, Vargas recibió la Medalla de Honor del presidente Richard M. Nixon en una ceremonia celebrada en mayo de 1970 en la Casa Blanca. 
Después de casi treinta años de servicio, Vargas se retiró del Cuerpo de Marines en 1992 con el rango de coronel.

## Mención de la Medalla de Honor
Por su conspicua valentía e intrepidez, arriesgando su propia vida más allá del deber, mientras servía como Oficial Comandante de la Compañía G del 2.º Batallón de Marines del 4.º Regimiento, Novena Brigada Anfibia de Marines en acción contra las fuerzas enemigas en la República de Vietnam del Sur del 30 de abril al 2 de mayo de 1968.  El 1 de mayo de 1968, a pesar de sufrir las heridas que había recibido al reubicar su unidad bajo intenso fuego enemigo el día anterior, el Mayor (entonces Capitán) Vargas combinó la Compañía G con otras dos compañías y dirigió a sus hombres en un ataque a la aldea fortificada de Dai Do. Ejerciendo un liderazgo experto, maniobró a sus marines a través de 700 metros de arrozal abierto mientras estaba bajo intenso fuego enemigo de mortero, cohetes y artillería y obtuvo un punto de apoyo en dos setos en el perímetro enemigo, solo para que elementos de su compañía quedaran inmovilizados por el intenso fuego enemigo.  Dirigiendo su pelotón de reserva con la ayuda de sus hombres asediados, el Mayor Vargas inspiró a sus hombres a renovar su implacable avance, mientras destruía un número de búnkeres enemigos.  Nuevamente herido por fragmentos de granadas de mano, rechazó la ayuda mientras se movía por una zona peligrosa reorganizando su unidad en un fuerte perímetro de defensa en el borde del pueblo.  Poco después de asegurarse el objetivo, el enemigo inició una serie de contraataques y sondeos que duraron toda la noche, pero no tuvieron éxito, ya que los valientes defensores de la Compañía G se mantuvieron firmes en su enclave tan duramente ganado.  Reforzados a la mañana siguiente, los marines lanzaron un nuevo asalto a través de Dai Do a la aldea de Dinh To, al que el enemigo respondió con un contraataque masivo que resultó en combate cuerpo a cuerpo. El mayor Vargas permaneció al descubierto, animando y prestando asistencia a sus marines cuando fue alcanzado por tercera vez en la batalla de tres días.  Al observar que el comandante de su batallón sufría una grave herida, hizo caso omiso de su insoportable dolor, cruzó el área barrida por el fuego y llevó a su comandante a una posición cubierta, y luego reanudó la supervisión y el aliento de sus hombres, ayudando simultáneamente a organizar la defensa perimetral del batallón.  Sus valientes acciones mantienen las más altas tradiciones del Cuerpo de Marines y del Servicio Naval de los Estados Unidos.

## Años después
Después de dejar el ejército, Vargas, un republicano, se desempeñó como Secretario del Departamento de Asuntos de Veteranos de California entre 1993 y 1998. El 9 de julio de 2001, el Secretario de Asuntos de Veteranos, Anthony J. Principi, lo nombró para el cargo de Enlace Regional de Veteranos para el Departamento de Asuntos de los Veteranos de los Estados Unidos. Ocupó este cargo hasta enero de 2009. 

## Familia
Jay Vargas es uno de cuatro hermanos que han servido en las Fuerzas Armadas de los Estados Unidos en tiempos de guerra. Al igual que el propio Vargas, cada uno de sus tres hermanos son veteranos condecorados: Angelo sirvió en Iwo Jima en la Segunda Guerra Mundial; Frank luchó en Okinawa en la Segunda Guerra Mundial; y Joseph sirvió en la Guerra de Corea. En honor a su madre, quien murió antes de que Vargas recibiera su Medalla de Honor, hizo grabar su nombre en su medalla. Solicitó que su nombre se grabara en la medalla y se agregara a los rollos. Como tal, el destinatario real registrado de esta Medalla de Honor es «Vargas, M. Sando», su madre.